# Odone Fattiboni
Odone Fattiboni (né à Rome dans les États pontificaux, et mort avant le 31 décembre 1162) est un cardinal italien  du XIIe siècle.

## Biographie
Le pape Innocent II le crée cardinal lors d'un consistoire de 1130. Il participe à l'élection de Célestin II en 1143, de Lucius II en 1144, d'Eugène III en  1145, d'Anastase IV en 1153, d'Adrien IV en 1154 et d'Alexandre III en 1159. 
Fin 1145 il est cardinal protodiacre et c'est lui qui couronne les papes Eugène III et Alexandre III. Il est nommé évêque de Cesena en 1155.